# Johann Crüger

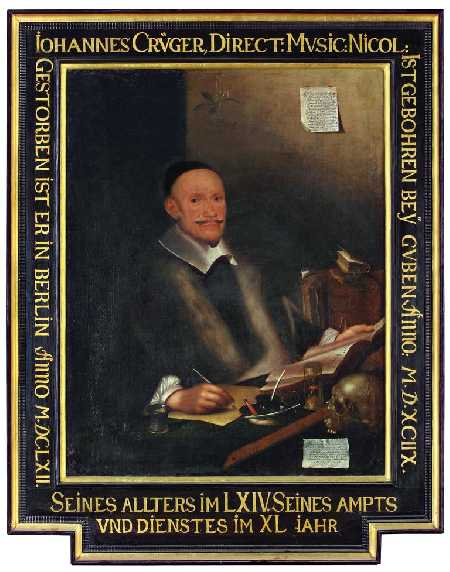
Potretul lui Johann Crüger (1663)

Johann Crüger (n. 9 aprilie 1598, Guben, Brandenburg, Germania – d. 23 februarie 1662, Berlin, Brandenburg-Prusia) a fost un compozitor german de imnuri. El a fost, de asemenea, editorul lui Praxis pietatis Melica, cea mai folosită carte de imnuri de către luterani în secolul al XVII-lea.

## Tinerețe si educație
Crüger s-a născut în Groß Breesen (acum parte din Guben) ca fiu al unui hangiu, Georg Crüger. A studiat la Lateinschule din apropiere (atunci situată în Guben) până în 1613, iar printre materiile studiate la școală s-au numărat muzica și cântantul.
A mai studiat la Sorau și Breslau și, în cele din urmă la Regensburg, unde a urmat cursurile muzicale ale lui Paulus Homberger. În 1615 a călătorit la Berlin, unde a studiat teologia la Berlinisches Gymnasium zum Grauen Kloster. În 1616 a fost angajat ca profesor particular al familiei von Blumenthal; printre elevi s-au numărat Joachim Friedrich von Blumenthal. Din 1620 a studiat teologia de la Universitatea din Wittenberg.
Din 1622 până la moartea sa, timp de 40 de ani, a fost simultan profesor la gimnaziul Zum Grauen Kloster și cantor la Nikolaikirche din Berlin.
Crüger a compus numeroase opere de concert și a scris extensiv despre educația muzicală. În 1643 a făcut cunoștință cu faimosul scriitor de imnuri Paul Gerhardt, pentru care a compus muzica pentru mai multe imnuri. În 1647 a editat cea mai importantă carte germană de imnuri luterane din secolul al XVII-lea, Praxis pietatis melica.

## Viața personală
În 1628 s-a căsătorit cu văduva unui consilier municipal. În timpul războiului de Treizeci de Ani, Crüger și familia sa au suferit multe greutăți, inclusiv foametea. El s-a îmbolnăvit de ciumă și a fost aproape să moară din cauza bolii, pierzându-și cinci copii și soția în 1636. În 1637, după ce s-a vindecat, sa căsătorit a doua oară cu fiica de 17 ani a unui îngrijitor, cu care a avut paisprezece copii, dintre care majoritatea au murit la o vârstă fragedă. Una dintre fiicele sale s-a căsătorit cu pictorul de la curtea lui Michael Conrad Hirt, care i-a făcut un portret lui Crüger în 1663. Crüger a murit la Berlin.

## Legături externe
- Partituri la Proiectul Mutopia